# Kosarzew-Stróża-Kolonia
Kosarzew-Stróża-Kolonia – część wsi Kosarzew-Stróża położonej w województwie lubelskim, w powiecie lubelskim, w gminie Krzczonów.
W latach 1975–1998 miejscowość należała administracyjnie do dawnego województwa lubelskiego.
Wierni Kościoła rzymskokatolickiego należą do parafii Najświętszej Maryi Panny Matki Kościoła w Kosarzewie.

## Położenie
Miejscowość położona jest nad nienazwanym ciekiem, będącym dopływem Kosarzewki, na wysokości 260 m n.p.m.